# IMGアカデミー
IMGアカデミー（IMG Academy）はアメリカ合衆国フロリダ州ブレイデントンにある世界的に有名な寄宿学校・スポーツトレーニング施設である。野球、バスケットボール、アメリカンフットボール、ゴルフ、ラクロス、サッカー、テニス、陸上競技などの選手をトレーニングしている。
また学術やスポーツ大学入学準備も提供している。アマチュア・大学、およびプロチーム、大人や家族のキャンププログラムや様々なイベントの競技会の会場としても利用されている。スポーツパフォーマンス研究と技術革新のためのパートナーとしても機能している。

## 概要
1972年、アメリカ出身のテニス・コーチのニック・ボロテリーによってニック・ボロテリー・テニスアカデミー（Nick Bollettieri Tennis Academy）が創設される。1987年、NBTAはスポーツ総合マネジメント企業であるインターナショナル・マネジメント・グループ（International Management Group, IMG）によって買収。1993年にデビッド・レッドベター・ゴルフ・アカデミーの青少年部門を買収し、1994年にサッカーや野球のためのプログラムを追加。ホッケーやバスケットボールのプログラムは2000年と2001年に追加された。2002年にIMGキャンパスは190エーカー（0.77平方キロメートル）に拡大した。2003年にホッケープログラムを中断、サッカー、ラクロス2010年に追加、陸上競技とクロスカントリーは、2013年に追加。
IMGアカデミーの土地は現在450エーカー（1.8平方キロメートル）になりそして2011年には、IMGは、将来の拡張のために現在のキャンパスに隣接する追加の110エーカー（0.45平方キロメートル）を750万ドルで購入。2014年には追加の24エーカー（0.097平方キロメートル）を購入。
IMGペンドルトンスクールは、競技学生のための共同の教育、大学予備校として1999年に設立。 2012年に、学校は「IMGアカデミー」に社名を変更
。
テニス選手、NBA選手やメジャーリーガー、NFL選手、ゴルフ選手など、世界的プレイヤー等のトップアスリートも使用するトップレベルの施設使用の機会があり、プロオフシーズン時にはトップ選手が練習に訪問することもある。英語＋テニスプログラムではスポーツと英語の教育を受けられる他にはない機会が得られる。また英語レッスンの認定証がもらえ、その認定証が日本の学校での単位として認められる場合がある。

## 設備
- テニスコート55面（ハード、クレー、室内・外）
- 天然芝サッカーフィールド16面
- 天然芝野球場4面　練習用グランド（内野サイズ）4面/室内練習場
- 室内・外バッティングケージ12個、投球マウンド15個
- 天然芝ゴルフ練習場/18ホールゴルフコース、パッティンググリーン、アプローチ練習グリーン完備
- 天然芝ラクロスフィールド2面
- 天然芝フットボール場2面
- バスケットボールコート4面
- 900平方mの広さを誇るウエイトルーム
- マルチスポーツコンプレックス（アメフト・陸上・サッカー・ラクロス等、観客席5000シート）
- オールウェザー400Mトラック（8レーン）
- 東京ドーム43.5個分の広大な施設

## プログラム

### ボロテリー・テニス
ボロテリーテニスプログラムは、長さが1〜5週間の範囲の通年のテニスキャンプを提供している。キャンパスには35の屋外ハードコート、5つの室内ハードコート、16のグリーンクレーコートがある。1987年には32人の生徒・卒業生がウィンブルドンに出場した。卒業生にはアンドレ・アガシ、ジム・クーリエ、セリーナ・ウィリアムズ、マリア・シャラポワ、錦織圭などがいる。

### アメリカンフットボール
2010年3月にジョン・マッデンフットボールアカデミーを発表し、2010年6月4日 - 6日からその最初のキャンプを開催した。常駐プログラムおよび3日からの長さで5週間までの年間キャンプを提供している。アカデミーは2013年に初めて高校のフットボールチームを擁立。

### サッカー
IMGアカデミーは、アカデミーのサッカープログラムおよび通年のサッカーキャンプを提供している。 IMGアカデミーは米国のU-16とU-17男子代表チームのための米国のサッカーのフルタイムのレジデンスプログラムの拠点です。1999年にスタートし、米国のトップ少年サッカーを発展する上で不可欠となっている。レジデンスプログラムのオリジナルのアイデアは、エリート選手が最もMLSのクラブが2009年以前に所定の位置に実質的なユースアカデミーシステムを持っていなかったとして、プロフェッショナルな環境で訓練する機会を与えることだった。ブレーデントンアカデミーは初期20選手から2003年に40に、その後2002年には30に成長している。プログラムは現在、U-16代表チームとU-17のチームに分割されている。

### 野球
IMGアカデミーは夏の木のバットのリーグのために野球プログラムと年間キャンプをしている。

### バスケットボール
IMGアカデミーは、アカデミーバスケットボールプログラムと年間キャンプをおこなっている。 IMGアカデミーのポスト大学院プログラムは、ニューヘブン、コネチカット州で2016年National Prep Championshipでプレーした。チームの中ではブリュースターアカデミー、DMEアカデミー、Elev-8スポーツ研究所、フォークユニオン陸軍士官学校、ハーグレーブ陸軍士官学校、IMGアカデミー、ノースフィールドヘルモン山の学校がいた。

### ゴルフ
アカデミーゴルフプログラムを有しており、サマーキャンプを提供している。学生やキャンプの参加者は、サラ・ベイカントリークラブ、IMGアカデミーゴルフクラブという2つの非常に典型的なフロリダ州のゴルフコースでプレーし両方とも、学生のゲームのテストを提供している。IMGの練習施設はゴルフの日のほとんどの学生と誰も常にに開かれて少し範囲に開いている大きな範囲を含みます。 IMGでのコーチはよく彼らができる任意の方法で訓練を助けている。

### ラクロス
MGアカデミーは、アカデミーラクロスプログラムと年間キャンプを持っている。IMGアカデミーは2012年に高校のチームを立ち上げた。

### 陸上競技＆クロスカントリー
IMGアカデミーは、アカデミートラック＆フィールドとクロスカントリープログラムと年間キャンプをおこなっている。